# Oligonychus formosanus
Oligonychus formosanus är en spindeldjursart som beskrevs av Lo 1969. Oligonychus formosanus ingår i släktet Oligonychus och familjen Tetranychidae. Inga underarter finns listade i Catalogue of Life.